# Lettonia ai XVII Giochi olimpici invernali
La Lettonia partecipò ai XVII Giochi olimpici invernali, svoltisi a Lillehammer, Norvegia, dal 12 al 27 febbraio 1994, con una delegazione di 27 atleti impegnati in sei discipline.